# Творчество
Тво́рчество — процесс деятельности, в результате которого создаются качественно новые объекты, духовные ценности, или итог создания объективно нового. Основной критерий, отличающий творчество от изготовления (производства), — уникальность его результата. Результат творчества невозможно прямо вывести из начальных условий. Никто, кроме, возможно, автора, не может получить в точности такой же результат, если создать для него ту же исходную ситуацию. Таким образом в процессе творчества автор вкладывает в материал, кроме труда, некие несводимые к трудовым операциям или логическому выводу возможности, выражает в конечном результате какие-то аспекты своей личности. Именно этот факт придаёт продуктам творчества дополнительную ценность в сравнении с продуктами производства. В творчестве имеет ценность не только результат, но и сам процесс. Творческий человек способен своей интуицией воспринять гармонию природы в виде связи между колебательными процессами в природе, то есть — периодическими повторениями. После этого он способен осознать своей логикой форму этой связи и изложить на общедоступном языке. 
Иллюстрацией несводимости процесса и результата творчества к логическому выводу из известных положений могут служить слова Нильса Бора: «Эта теория недостаточно безумна, чтобы быть верной».
Творчество — умственный процесс свободной реализации мысли во внешнем мире, в том числе с помощью инструментов и внутренних ощущений человека, представляющий для него или для окружающих интерес и имеющий эстетическую ценность.
Знания, умения и навыки относятся к области подсознания, то есть к психологическому автоматизму, и не имеют решающего значения в творческом процессе. Для творчества нужно обладать базовым знанием, являющимся общей основой владения инструментом, а также необходимым минимумом знания, достаточным для совершения данного творческого процесса. Но для его совершения не существует необходимости иметь «энциклопедические» знания: как правило, овладение такими знаниями происходит, в определенной степени, за счёт освобождения ума (логики) от интуиции; часто это — «копирующий» ум, который обычно следует чужой логике. При этом, из-за потери связи между умом и интуицией, осуществление творческого процесса так или иначе становится невозможным. Свободный же ум (или логика), например, является быстрым, изощрённым, изворотливым, изобретательным и дерзким. Поэтому можно иметь безгранично большие знания, но не суметь сотворить ничего нового, если не работает интуиция. С другой стороны, можно иметь высокоразвитую интуицию, но все также не суметь сотворить нового, в случае, если нет знаний или инструмента, с помощью которых и требуется осознать интуитивно воспринятые образы, оформить их на языке логики и сделать доступными для других людей. В народе также говорят: «знаю и ведаю». Ведать — означает «заведовать, управлять знаниями». Важно понимать, что человек, который только знает, но не ведает, не сможет сотворить нового. Для творчества необходимо гармоничное сочетание знания и умения, а также логики и интуиции.
Отраслью знания, изучающей творчество, является эвристика.

## Виды творчества
Существуют разные виды творчества:
- производственно-техническое;
- изобретательское;
- научное;
- правовое;
- политическое;
- социальное;
- организаторское;
- предпринимательское;
- философское;
- культурное;
- педагогическое;
- художественное;
- мифологическое;
- религиозное;
- музыкальное;
- повседневно-бытовое;
- спортивное;
- игровое;
- и другие.

Иначе говоря, виды творчества соответствуют видам практической и духовной деятельности.

## Творчество как процесс (творческое мышление)

### Стадии творческого мышления

#### Из истории вопроса
Ещё в XIX веке Герман Гельмгольц в общем виде, описывал «изнутри» процесс совершения научных открытий. В этих его самонаблюдениях уже намечаются стадии подготовки, инкубации и озарения. Гельмгольц писал о том, как рождаются у него научные идеи:

Эти счастливые наития нередко вторгаются в голову так тихо, что не сразу заметишь их значение, иной раз только случайность укажет впоследствии, когда и при каких обстоятельствах они приходили: появляется мысль в голове, а откуда она — не знаешь сам.
Но в других случаях мысль осеняет нас внезапно, без усилия, как вдохновение.
Насколько могу судить по личному опыту, она никогда не рождается в усталом мозгу и никогда — за письменным столом. Каждый раз мне приходилось сперва всячески переворачивать мою задачу на все лады, так чтобы все её изгибы и сплетения залегли прочно в голове и могли быть снова пройдены наизусть, без помощи письма.
Дойти до этого обычно невозможно без продолжительной работы. Затем, когда прошло наступившее утомление, требовался часок полной телесной свежести и чувства спокойного благосостояния — и только тогда приходили хорошие идеи. Часто… они являлись утром, при пробуждении, как замечал и Гаусс.
Особенно охотно приходили они… в часы неторопливого подъёма по лесистым горам, в солнечный день. Малейшее количество спиртного напитка как бы отпугивало их прочь(Адамар Ж.).

#### А. Пуанкаре
Анри Пуанкаре в своём докладе в Психологическом обществе в Париже (в 1908 году) описал процесс совершения им нескольких математических открытий и выявил стадии этого творческого процесса, которые впоследствии выделялись многими психологами.

##### Стадии
1. Вначале ставится задача, и в течение некоторого времени делаются попытки решить её.

«В течение двух недель я пытался доказать, что не может существовать никакой функции, аналогичной той, которую я назвал впоследствии автоморфной. Я был, однако, совершенно неправ; каждый день я садился за рабочий стол, проводил за ним час или два, исследуя большое число комбинаций, и не приходил ни к какому результату».
2. За этим следует более или менее продолжительный период, в течение которого человек не думает о так и не решённой пока задаче, отвлекается от неё. В это время, полагает Пуанкаре, происходит бессознательная работа над задачей.
3. И наконец наступает момент, когда внезапно, без непосредственно предшествовавших этому размышлений о задаче, в случайной ситуации, не имеющей к задаче никакого отношения, в сознании возникает ключ к решению.

«Однажды вечером, вопреки своей привычке, я выпил чёрного кофе; я не мог заснуть; идеи теснились, я чувствовал, как они сталкиваются, пока две из них не соединились, чтобы образовать устойчивую комбинацию».
В противоположность обычным сообщениям такого рода, Пуанкаре описывает здесь не только момент появления в сознании решения, но и будто чудом ставшую видимой работу бессознательного, непосредственно предшествовавшую этому; Жак Адамар, обращая внимание на это описание, указывает на совершенную его исключительность: «Я никогда не испытывал этого чудесного чувства и я никогда не слышал, чтобы его испытывал кто-нибудь, кроме него [Пуанкаре]».
4. После этого, когда ключевая для решения идея уже известна, происходит завершение решения, его проверка, развитие.

«К утру я установил существование одного класса этих функций, который соответствует гипергеометрическому ряду; мне оставалось лишь записать результаты, что заняло только несколько часов. Я хотел представить эти функции в виде отношения двух рядов, и эта идея была совершенно сознательной и обдуманной; мной руководила аналогия с эллиптическими функциями. Я спрашивал себя, какими свойствами должны обладать эти ряды, если они существуют, и мне без труда удалось построить эти ряды, которые я назвал тета-автоморфными».

#### Кэри Муллис
Яркое описание взаимодействия памяти, воображения, интуиции, мышления, СПРРМ, игры свободного воображения при решении творческой задачи понимания течения полимеразной цепной реакции (ПЦР) дал Кэри Муллис , получивший в 1993 году Нобелевскую премию по химии за разработку метода ПЦР. 
-«"Хонда" прилежно тянула нас в гору», — рассказывал он позднее. — «Руки чувствовали дорогу и повороты, но мысленно я был в лаборатории. Перед глазами мелькали цепочки ДНК, вспыхивали яркие сине-розовые картинки электризованных молекул». 
Догадки носились как щенки, перемешивая, сравнивая и объединяя обрывки информации. Машина притормозила у обочины, возле столба с отметкой «46,58 миль», и внезапно разрозненные фрагменты стали складываться в единую картину. Во время утомительной ночной поездки мозг Муллиса поднял идеи на поверхность, дав возможность позднее отсортировать их и отшлифовать.

##### Теория
Размышляя о природе бессознательной фазы творческого процесса (на примере математического творчества), Пуанкаре представляет её как результат работы двух механизмов, осуществляющих 1) комбинирование элементов будущих идей и 2) отбор полезных комбинаций.
Возникают вопросы: что за частицы участвуют в бессознательном комбинировании и как происходит комбинирование; как действует «фильтр», и по каким признакам он отбирает «полезные» комбинации («и некоторые другие, имеющие признаки полезных, которые он [изобретатель] затем отбросит»), пропуская их в сознание? Пуанкаре даёт следующий ответ.
Первоначальная сознательная работа над задачей актуализирует, «приводит в движение» те элементы будущих комбинаций, которые имеют к ней отношение. Затем, если, конечно, задача не решается сразу, наступает период бессознательной работы над задачей. В то время как сознание занято совсем другими вещами, в подсознании получившие толчок частицы продолжают свой танец, сталкиваясь и образуя разнообразные комбинации. Какие же из этих комбинаций попадают в сознание? Это комбинации «наиболее красивые, то есть те, которые больше всего воздействуют на это специальное чувство математической красоты, известное всем математикам и недоступное профанам до такой степени, что они часто склонны смеяться над ним». Каковы же характеристики этих красивых комбинаций? «Это те, элементы которых гармонически расположены таким образом, что ум без усилия может их охватывать целиком, угадывая детали. Эта гармония служит одновременно удовлетворением наших эстетических чувств и помощью для ума, она его поддерживает и ею он руководствуется. Эта гармония даёт нам возможность предчувствовать математический закон», — пишет Пуанкаре. — «Таким образом, это специальное эстетическое чувство играет роль решета, и этим объясняется, почему тот, кто лишен его, никогда не станет настоящим изобретателем».
Сходные с описанными Пуанкаре этапы выделял в процессе художественного творчества Б. А. Лезин в начале XX века.
1. Труд наполняет сферу сознания содержанием, которое затем будет перерабатываться бессознательной сферой.
2. Бессознательная работа представляет собой отбор типичного; «но как та работа совершается, об этом, конечно, нельзя судить, это тайна, одна из семи мировых загадок».
3. Вдохновение есть «перекладывание» из бессознательной сферы в сознание готового вывода.

Эволюционный аспект
Известный американский физик-теоретик Брайан Грин считает, что творческая активность, свойственная homo sapiens как виду, есть результат избыточной активности мозга, освобожденного от необходимости тратить все свои ресурсы на поиск еды и убежища.

#### Г. Уоллес
Наиболее известно сегодня описание последовательности стадий (этапов) творческого мышления, восходящее к классическому докладу А. Пуанкаре 1908 года, дал англичанин Грэм Уоллес в 1926 году. Он выделил четыре стадии творческого мышления:
1. Подготовка — формулирование задачи; попытки её решения.
2. Инкубация — временное отвлечение от задачи.
3. Озарение — появление интуитивного решения.
4. Проверка — испытание и/или реализация решения.

### Стадии изобретательского процесса
П. К. Энгельмейер (1910) полагал, что работа изобретателя состоит из трёх актов: желание, знание, умение.
1. Желание и интуиция, происхождение замысла. Эта стадия начинается с появления интуитивного проблеска идеи и заканчивается уяснением её изобретателем. Возникает вероятный принцип изобретения. В научном творчестве этому этапу соответствует гипотеза, в художественном — замысел.
2. Знание и рассуждение, выработка схемы или плана. Выработка полного развёрнутого представления об изобретении. Производство опытов — мысленных и действительных.
3. Умение, конструктивное выполнение изобретения. Сборка изобретения. Не требует творчества.

«Покуда от изобретения имеется только идея (I акт), изобретения ещё нет: вместе со схемой (II акт) изобретение даётся как представление, а III акт даёт ему реальное существование. В первом акте изобретение предполагается, во втором — доказывается, в третьем — осуществляется. В конце первого акта — это гипотеза, в конце второго — представление; в конце третьего — явление. Первый акт определяет его телеологически, второй — логически, третий — фактически. Первый акт даёт замысел, второй — план, третий — поступок».
П. М. Якобсон (1934) выделял следующие стадии:
1. Период интеллектуальной готовности.
2. Усмотрение проблемы.
3. Зарождение идеи — формулировка задачи.
4. Поиск решения.
5. Получение принципа изобретения.
6. Превращение принципа в схему.
7. Техническое оформление и развёртывание изобретения.

Г. С. Альтшуллер и Р. Б. Шапиро (1956) разрабатывали ТРИЗ, в основе которого лежала крамольная мысль о том, что творческий результат можно получать «по формулам», используя закономерности присущие развитию данной технической системы. Это становилось возможным за счет обобщения изобретательского опыта, подобно тому как в математике задача может решаться «в общем виде». Правда, на практике переход от общего к частному требовал нетривиальных творческих усилий, в том числе учёта дополнительных ограничений.
Соответственно, схему творческого процесса они представляли в следующем виде:
I. Аналитическая стадия
1. Выбор задачи.
2. Определение основного звена задачи.
3. Выявление решающего противоречия.
4. Определение непосредственной причины противоречия.
II. Оперативная стадия
1. Исследование типичных приемов решения (прообразов):
а) в природе,
б) в технике.
2. Поиски новых приемов решения путем изменений:
а) в пределах системы,
б) во внешней среде,
в) в сопредельных системах.
III. Синтетическая стадия
1. Введение функционально обусловленных изменений в систему.
2. Введение функционально обусловленных изменений в методы использования системы.
3. Проверка применимости принципа к решению других технических задач.
4. Оценка сделанного изобретения.

### Факторы, мешающие творческому мышлению
Американский исследователь в области теории личности Гарднер Линдсей выделил следующие свойства мышления, препятствующие творчеству:
- Конформизм — желание быть похожим на другого. Обычно это свойство является основным барьером для творческого мышления.
- Цензура, в особенности — внутренняя цензура. Последствия внешней цензуры идей бывают достаточно драматичными, но внутренняя цензура гораздо сильнее внешней. Люди, которые боятся собственных идей, склонны к пассивному реагированию на окружающее и не пытаются творчески решать возникающие проблемы. Иногда нежелательные мысли подавляются ими в такой степени, что вообще перестают осознаваться. Отвечающего за это в глубине человека «внутреннего цензора» известный психолог Зигмунд Фрейд назвал Суперэгом.
- Ригидность, жесткость мышления, часто приобретаемая в процессе школьного обучения. Типичные школьные методы помогают освоить и закрепить известные знания, но затрудняют постановку и решение новых проблем, улучшение существующих решений.
- Желание найти ответ немедленно. Чрезмерно высокая мотивация на скорость получения ответа часто способствует принятию непродуманных, неадекватных решений. В то же время поиск творческих решений требует выхода за пределы известного, туда, где результат никак не гарантирован, в том числе по времени его достижения.

К этому списку можно добавить также боязнь новизны, лень .
Выделяется и другая совокупность причин, препятствующих творческому мышлению:
«В ситуациях, требующих творческого подхода, мозг обычно пытается дать отпор по одной из четырёх причин, явных или скрытых, сознательных либо подсознательных: страх неизвестности, непереносимость неопределённости, смятение перед важностью задачи или её сложностью».

## Творчество и личность
Творчество можно рассматривать не только как процесс создания чего-то нового, но и как процесс, протекающий при взаимодействии личности (или внутреннего мира человека) и действительности. При этом изменения происходят не только в действительности, но и в личности.

### Характер связи творчества и личности
«Личность характеризуется активностью, стремлением субъекта расширять сферу своей деятельности, действовать за границами требований ситуации и ролевых предписаний; направленностью — устойчивой доминирующей системой мотивов — интересов, убеждений и т. д.…». Действия, выходящие за границы требований ситуации, и являются творческими действиями.
В соответствии с принципами, описанными С. Л. Рубинштейном, производя изменения в окружающем мире, человек меняется сам. Таким образом, человек изменяет себя, осуществляя творческую деятельность.
Б. Г. Ананьев считает, что творчество — это процесс объективации внутреннего мира человека. Творческое выражение является выражением интегральной работы всех форм жизни человека, проявлением его индивидуальности.
В наиболее острой форме связь личностного и творческого раскрывается у Н. А. Бердяева. Он пишет:

Личность есть не субстанция, а творческий акт.

### Мотивация творчества
В. Н. Дружинин пишет: 

В основе творчества лежит глобальная иррациональная мотивация отчуждения человека от мира; оно направляется тенденцией к преодолению, функционирует по типу «положительной обратной связи»; творческий продукт только подстёгивает процесс, превращая его в погоню за горизонтом.

 Таким образом, через творчество осуществляется связь человека с миром. Творчество само стимулирует себя.

### Психическое здоровье, свобода и творчество
В соответствии с З. Фрейдом, творчество является результатом действия сублимации — защитного механизма психики, обеспечивающего перенаправление энергии внутреннего психического напряжения на достижение социально приемлемых целей.
Источником творчества, по К. Г. Юнгу, являются архетипы — базовые узловые структуры миропонимания, функционирования психики человека, направляющие потоки психической энергии, зафиксированные в бессознательном, сформированные, отобранные и накопленные предшествующими поколениями и переданные ими по наследству. К. Г. Юнг также обращал внимание на наличие тесной связи творчества и игры:

Создание нового является делом не интеллекта, а влечения к игре, действующего по внутреннему понуждению. Творческий дух играет теми объектами, которые он любит.

А. Адлер рассматривал творчество как один из способов компенсации комплекса неполноценности.
По Э. Нойманну творческой функцией обладает бессознательное, которое создает свои формы спонтанно, примерно так же, как это делает природа, которая — от атома и кристалла до органической жизни и планетных систем — спонтанно создает формы, способные производить впечатление на человека своей красотой.
Архетипы коллективного бессознательного являются изначально бесформенными структурами, приобретающими видимые очертания в искусстве.
По утверждению Э. Нойманна у огромного количества писателей и художников доминирующее положение занимает архетип матери, превалирование которого является символом определяющего значения архетипического мира, как целого, влияние, которого может доставать до биопсихического уровня. При этом определяющим фактором доминирования архетипа матери являются отношения с матерью, в котором находится эго ребёнка, а не взрослого человека.
Так же, как и Юнг, на связь творчества с игрой обращал внимание Д. В. Винникотт, представитель психоаналитического направления, который писал:

В игре, а возможно, только лишь в игре, ребёнок или взрослый обладает свободой творчества.

Игра является механизмом, который позволяет человеку быть креативным. Через творческую деятельность человек стремится найти свою самость (себя, ядро личности, глубинную сущность).
По мнению Д. В. Винникотта, творческая деятельность — это то, что обеспечивает здоровое состояние человека.
Р. Мэй (представитель экзистенциально-гуманистического направления) подчёркивает, что в процессе творчества осуществляется встреча человека с миром. Он пишет: 

…То, что проявляется как творчество — это всегда процесс… в котором осуществляется взаимосвязь личности и мира….

Для Н. А. Бердяева вся жизнь человека представляет собой творчество:

Творческий акт всегда есть освобождение и преодоление. В нём есть переживание силы.

Таким образом, творчество — это то, в чём человек может осуществлять свою свободу, связь с миром, связь со своей глубинной сущностью.
Творчество применяют для терапии болезненных состояний психики (арт-терапия).

### Нейробиологические основы творчества
Одной из основных нервных сетей нервной системы, непосредственно участвующих в процессах творчества, является сеть пассивного режима работы мозга (СПРРМ).
- СПРРМ обеспечивает гибкость мышления[29][30]. Расфокус, отключение от режима целенаправленного решения задач по известным процедурам,  служит средством разветвления, которое обеспечивает переключение внимания с одной задачи  на другую. Правильное использование СПРРМ, позволяет сделать мышление более гибким, что необходимо при решении творческих задач.
- Она способствует творческому самовыражению[31][32] СПРРМ обладает способностью устанавливать связи между отдельными участками мозга, и таким образом, появляются уникальные ассоциации и осуществляется  развитие самобытности человека. Благодаря этому  обеспечивается возможность действовать спонтанно и непосредственно.
- Она способствует более четкому проявлению смутных воспоминаний[33][34]. СПРРМ помогает задействовать память, лежащую за пределами границы внимания, процессы спонтанного вспоминания, извлечь из неё информацию, не извлекаемую другими способами.